# REALPG
『REALPG』（リアルピージー）は、堂本裕貴による日本の漫画作品。スクウェア・エニックスのウェブコミック配信サイト『ガンガンONLINE』2011年10月13日更新分から2013年1月10日更新分まで毎月第2週更新で連載された。スクウェア・エニックス毎週新連載プロジェクト16（2ndシーズン）第13弾作品。

## あらすじ
高校生・的場 直智とその後輩・黒月 美生は、他の数百人のプレイヤーと共に実体験ゲーム「リアル・インキュベート・キャッスル」に招待された。ゲーム世界を模した広大な城を舞台とし、支給されたブレスレットはストレスをエネルギー源として魔法を使うことが出来るというものだった。リアルさに興奮するプレイヤー達だったが、ゲームがスタートすると、魔法は本当のダメージを与えるものであり、ゲーム内容は「最強」を目指す殺し合いであることが発覚。魔法がうまく出せずにいた直智と美生は、開始早々に強力なプレイヤー・メガネ男子の攻撃を受けて地下に落ちてしまう。
半ば狂った他のプレイヤーに襲われた直智は、柊 心守という少女に命を救われる。心守は第一回の招待プレイヤーで、2ヶ月前から戦い続けているという。直智と美生は心守と共に3人で進むことになる。
一行は城の上層階を目指すが、再びメガネ男子に襲われ、窮地に陥いる。その時、はじめて美生の魔法が発現。それは周囲の世界を塗り変えるほどの圧倒的な力だった。メガネ男子は撃退したものの、力の影響でサーバーがダウンし、美生は2大ギルドの一つ「境界の守人」に連れ去られてしまう。
サーバーダウンの影響でゲームはメンテナンスに入り、魔法やゲームレベルが意味をもたず、悪意と暴力が支配する時間となった。美生を探す直智と心守は、美生の知り合いを名乗る少年・八剣 藍と、心守の以前の仲間である、２大ギルド「煉獄の戦士」・立花 千里を仲間に加えて切り抜けていく。
メンテナンス終了直後、上層階では「境界の守人」が美生を操って「煉獄の戦士」を襲撃していた。「煉獄の戦士」マスターの転移魔法で上層階に呼び出された直智たち、さらにそこにメガネ男子も現れ、最後の戦いが行われる。

## 登場人物
的場 直智（まとば ひたち）
物語の主人公。17歳の男子高校生。ハンドルネームは『matobao-』。
後輩の美生に誘われて登録したオンラインゲーム『インキュベート・キャッスル』の実体験イベントに参加し、望まぬままに生き残りをかけた戦いを繰り広げることになる。
発現した魔法の属性は『回復』。正確には『他者のストレスを打ち消す力』であり、傷を治すだけでなくストレスから生み出された魔法やシェル化も消し去ることができる稀有な能力。発動のスイッチは『厨二なセリフ』。
性格は直情的。理想とは違う自分の実態に苛立ち、周囲の怠惰な人々を毛嫌いしている。一方で正義感も強く、共に行動することとなる美生や心守を守るために努力し、他の参加者の非道な行いに憤る姿が見受けられる。また彼にとって美生は守る対象であると同時に心の拠り所でもある。頭の回転が早く、身体能力も比較的高いため、能力が通用しない場面でも切り抜ける行動力を持つ。
黒月 美生（くろつき みう）
直智の後輩。16歳の女子高校生。ハンドルネームは『mooncat』。
無類のゲーム好きであり、実体験イベントへの参加に乗り気でなかった直智を半ば強引に誘い、戦いに巻き込まれることとなる。
発現した魔法の属性は『影』。周囲の空間を変質させるなど規格外のものであり、半ばシェル化した状態で行使しているため、イレギュラーなものと思われる。使用する魔法は周囲の空間を作り変える『自我空間（エゴ・サークル）』、黒い影のようなものを操る『不可侵の愛（アルカディア）』、詳細不明の『嫉妬の審判（ラスト・ジャッジメント）』など。
基本的には明るく素直な性格であり、誰に対しても敬語で話す。口癖は『まじパネェです』。学校ではゲームなどマニアックな趣味への情熱ゆえに周囲に馴染めずにいたが、見かねた直智がその相手となり、美生は彼の不器用な優しさに好意を抱く。彼女の心の中心には常に直智が居り、時には行き過ぎた妄想をすることがある。初期では魔法が発現しなかったため、直智の役に立てないことに苦悩していた。魔法の発現時には彼への強い執着や心守への嫉妬心が全面に押し出された。
柊 心守（ひいらぎ みもり）
直智と出会い、共に行動することとなる少女。14歳。ハンドルネームは『mimorin』。
第一回の実体験イベントから生き残っている実力者。美生を庇って地下へと落ちた直智と偶然出会い、その命を助けた。出会ったばかりの頃は直智を信用せず、協力する気もなかった。だが直智がシェル化MAXに至った美生を助ける際に、彼が願望から発現させた魔法が他者を癒す回復属性のものであったこと、極限の状況下でも前向きに振舞う彼の人格に触れ、彼と共に行動することを選択する。状況や事情をよく分かっていない直智たちにゲームのについての知識を説明し、リードする。本来ならば彼らのいる階層よりもはるか上にいるはずなのだが、なぜか下層にいる。姉がいるらしく、彼女の行動の目的となっていると思われる。
発現した魔法の属性は『雷』。電流を自在に操り攻撃する。使用する魔法は相手に四本の雷撃を撃ち込む『サンダースピンカルテット』など。
普段は冷静に振舞うが、彼女に関する事情の話題となると表情が暗くなり、口を開かなくなる。直智たちの仲間となってからは、彼らの身を案じて涙ぐむなどもしている。直情的な直智を諌め、冷静な判断を下す。また直智が敵へ仕掛けたハッタリを真に受けるなど、性格は素直である。
八剣 藍（やつるぎ あい）

立花 千里（たちばな せんり）

メガネ男子（メガネだんし）

衣笠（きぬがさ）

麗真（うるま）

## 単行本
1. 2012年5月22日 ISBN 978-4-7575-3564-0
2. 2012年9月22日 ISBN 978-4-7575-3732-3
3. 2013年3月22日 ISBN 978-4-7575-3898-6